# 张小川 (1946年)
张小川（1946年7月—），山东新泰人，中华人民共和国政治人物，曾任重庆市广电局长，曾和张宗海一同在澳门赌场输掉1亿多人民币，2005年因受贿罪、巨额财产来源不明罪、滥用职权罪被判刑17年。